# Hlopciîți, Sambir
Hlopciîți (în ucraineană Хлопчиці) este un sat în comuna Novosilkî-Hostînni din raionul Sambir, regiunea Liov, Ucraina.

## Demografie
Componența lingvistică a localității Hlopciîți
     Ucraineană (99,81%)
     Alte limbi (0,19%)
Conform recensământului din 2001, majoritatea populației localității Hlopciîți era vorbitoare de ucraineană (99,81%), existând în minoritate și vorbitori de alte limbi.